# Nerimdaičiai

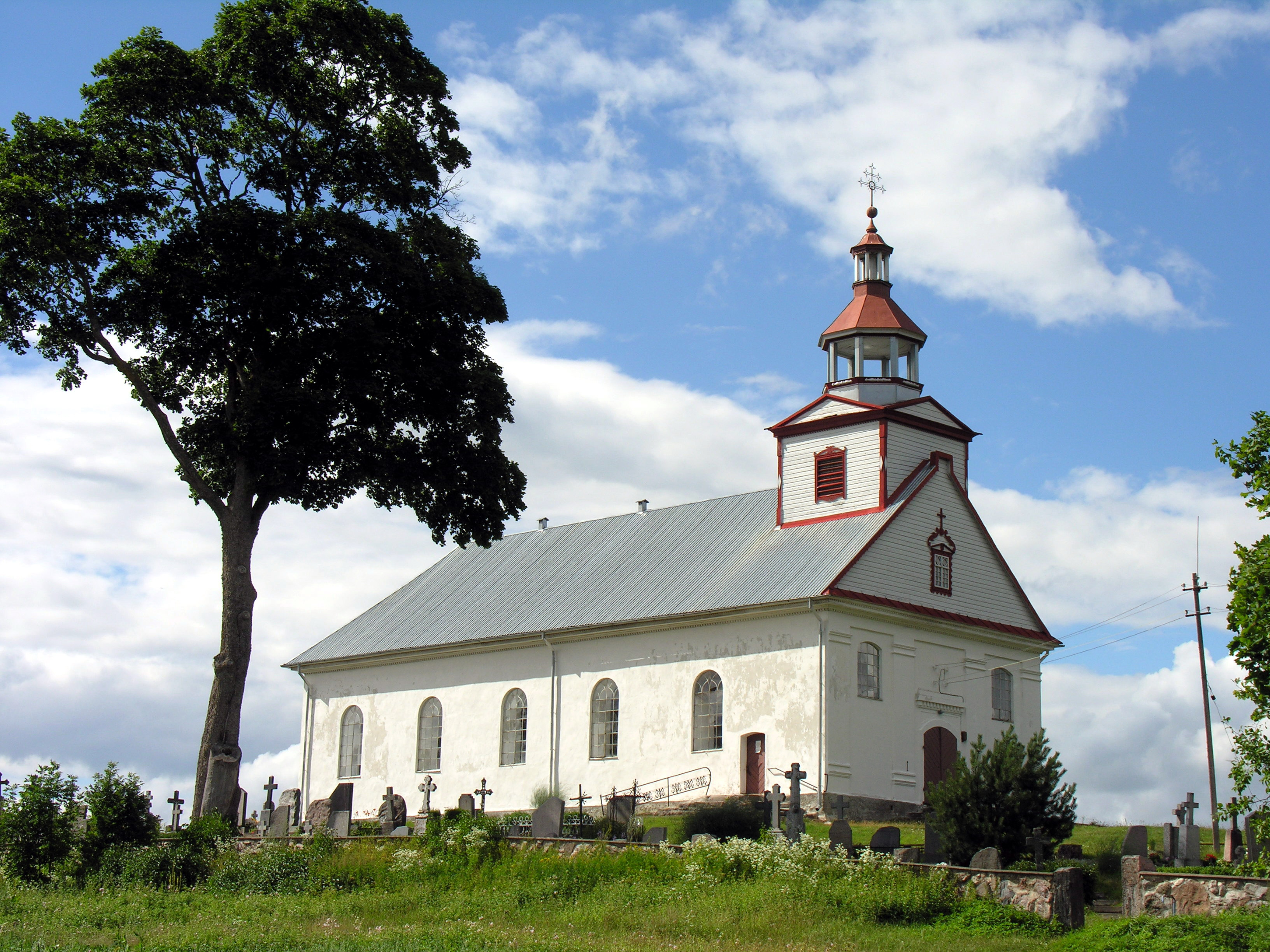
KirchebSt. Bartholomäus der Apostel in Nerimdaičiai

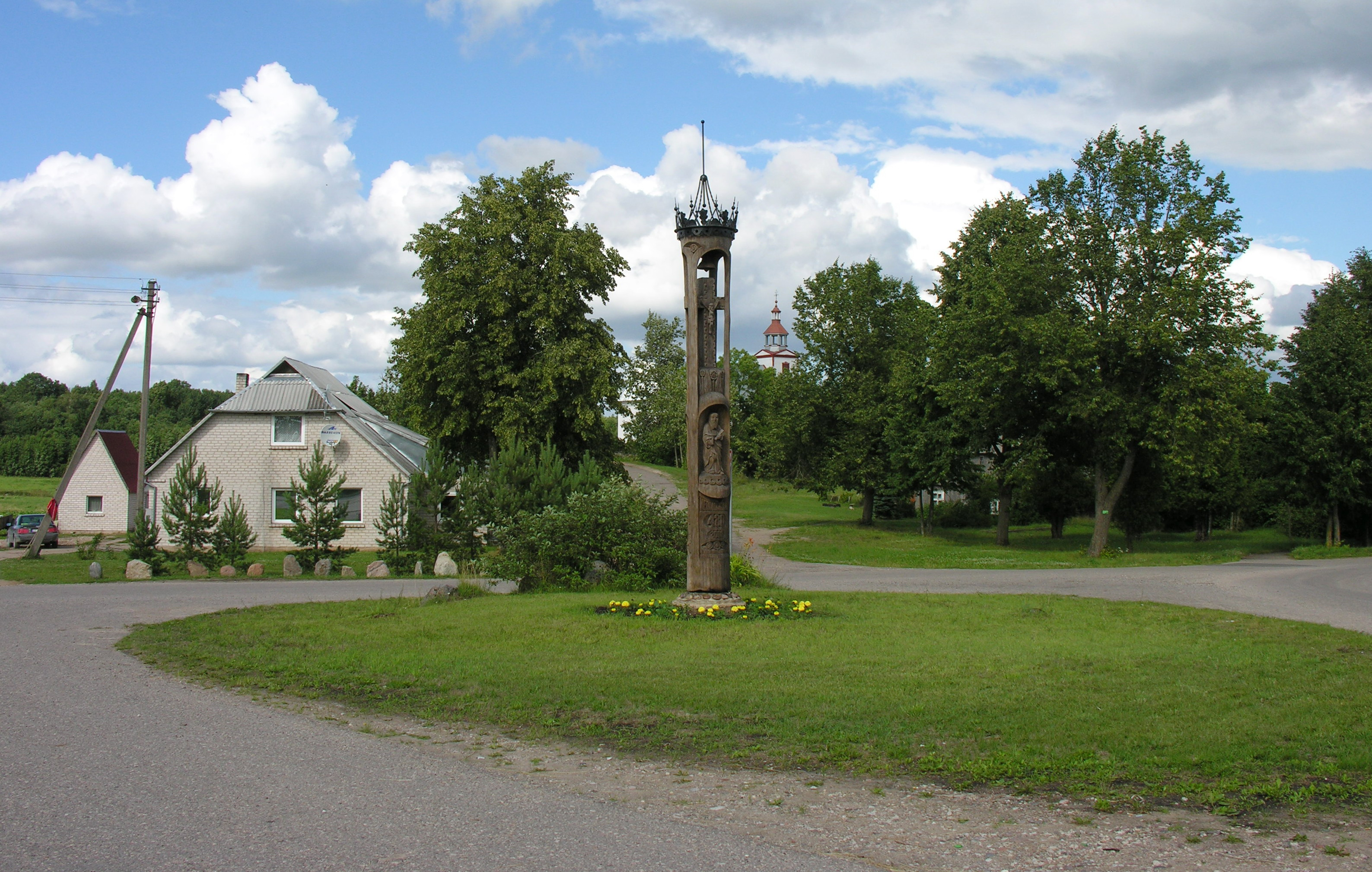
Ort

Nerimdaičiai ist ein „Städtchen“ (miestelis) in der Rajongemeinde Telšiai im Amtsbezirk Nevarėnai in der Region Niederlitauen im Westen Litauens. Im Ort befindet sich die 1860 erbaute katholische Kirche St. Bartholomäus der Apostel, außerdem eine Abteilung für Grundschulbildung der Hauptschule Nevarėnai, eine Bibliothek sowie ein Postamt (LT-88094). Das Dorf Nerimdaičiai wurde erstmals 1575 urkundlich erwähnt. In der Sowjetzeit gab es eine 8-jährige Schule.

## Personen
- Aloyzas Kruopys (* 1963), Jurist, ehemaliger Präsident des Appellationsgerichts Litauens und Richter im LVAT